# حبیب‌لر (کاهتا)
حبیب‌لر (به ترکی استانبولی: Habipler) (به کردی: Kokelan) یک منطقهٔ مسکونی در ترکیه است که در کاهتا واقع شده‌است.